# Quidinish
Quidinish, schottisch-gälisch Cuidhtinis, auch Quidnish, ist ein Weiler auf der schottischen Hebrideninsel Lewis and Harris.

## Lage
Der Weiler liegt auf Harris, dem Südteil der Doppelinsel, in der Region South Harris. An der Nordküste von Loch Finsbay gelegen sind die nächstgelegenen Ortschaften die Weiler Ardvey und Finsbay etwa 1,5 Kilometer beziehungsweise zwei Kilometer westlich und Flodabay zwei Kilometer nördlich. Tarbert, der Hauptort von Harris, befindet sich etwa 14 Kilometer nordöstlich. Rodel die südlichste Ortschaft der Insel liegt sieben Kilometer südwestlich. Im Osten schließt Quidinish am Kap Rubha Quidnish, das Loch Flodabay im Norden von Loch Finsbay im Süden abgrenzt.

## Geschichte
Auf der ersten, 1882 aufgenommenen, Karte der Ordnance Survey von Inverness-shire sind in Quidinish fünf bedachte und ein teilweise bedachtes und 15 unbedachte Gebäude verzeichnet. Die Karte von 1974 zeigt hingegen 13 bedachte, ein teilweise bedachtes und 18 unbedachte Gebäude. Am Südrand von Quidinish entstand im späten 19. Jahrhundert das Black House 9a Quidinish. Es handelt sich um eines der wenigen erhalten Gebäude des Harris-Bautyps, der einst weit verbreitet war. Das Gebäude ist daher denkmalgeschützt.